# Văratec, Neamț
Văratec este un sat în comuna Agapia din județul Neamț, Moldova, România. Aici se află Mănăstirea Văratec.